# Politiek schandaal
Een politiek schandaal is schandaal waarin politieke kopstukken corruptie of andere misdaden plegen. Voorbeelden van politieke schandalen zijn het Agustaschandaal, het Brits declaratieschandaal, de Ibramco-affaire, het Watergateschandaal, de Iran-Contra-affaire, de Profumo-affaire, de Toeslagenaffaire en de Groninger Kredietbank-affaire. Politieke schandalen komen vaak aan het licht door de hulp van klokkenluiders of journalisten.